# Surf City, New Jersey
Surf City är en kommun av typen borough i Ocean County i New Jersey, på Long Beach Island och ingår i kustområdet Jersey Shore. Vid 2010 års folkräkning hade Surf City 1 205 invånare.